# Lindholmiola lens
Lindholmiola lens is een slakkensoort uit de familie van de Helicodontidae. De soort komt voor in Albanië, Griekenland en Turkije.
Lindholmiola lens werd voor het eerst wetenschappelijk beschreven als Helix lens door A. Ferussac (1832).